# Robert G. Hoyland
Robert G. Hoyland (* 1966) ist ein Historiker. Er hat sich auf die Geschichte des Vorderen Orients in der Spätantike und im Frühmittelalter spezialisiert, mit einem Schwerpunkt auf der Geschichte des frühen Islam.
Hoyland studierte an der Universität Oxford und wurde 1994 promoviert. Er lehrte an der schottischen Universität St. Andrews und in Oxford, bevor er eine Professur an der Universität New York annahm. Dort lehrt er zurzeit als Professor of Late Antique and Early Islamic Middle Eastern History.
Hoyland gilt als Experte für die spätantike Geschichte im Vorderen Orient und den Übergang zur frühislamischen Zeit. Er befasst sich unter anderem mit den wechselseitigen Beziehungen zwischen Christen, Juden und Muslimen sowie dem Wissenstransfer von der antiken in die frühislamische Welt. Sein 1997 publiziertes Werk Seeing Islam as others saw it gilt inzwischen als Standardwerk. Darin führte er alle relevanten nicht-islamischen Quellen zur frühislamischen Zeit auf und analysierte sie zusammenfassend. 2011 legte er eine umfassende Untersuchung zum verlorenen Geschichtswerk des Theophilos von Edessa vor, einschließlich einer englischen Übersetzung der möglichen Fragmente.
Hoyland zog die Aufmerksamkeit der Fachwelt auch mit seinem Werk In God’s Path: The Arab Conquests and the Creation of an Islamic Empire (2015) auf sich, in dem er die traditionelle islamische Sicht auf die Islamische Expansion hinterfragte. Hoyland bezieht dabei eine moderate Position in der Debatte um eine revisionistische Islamwissenschaft, wobei er nicht nur die islamische Überlieferung kritisch prüft, sondern auch nichtmuslimische Quellen einbezieht und diese in den geschichtlichen Kontext einbettet.
Hoylands Forschung setzt die Forschungstradition seiner Lehrerin Patricia Crone fort, nichtislamische Quellen zur Erforschung der Geschichte des Islams einzubeziehen. Er hinterfragt die islamische Frühgeschichte historisch-kritisch und kommt zwar nicht zu radikal anderen, aber doch zu teilweise anderen Ergebnissen als die traditionelle Erzählung von den Anfängen des Islam. Die revisionistischen Thesen zur Entstehung des Koran hält er nicht für widerlegt.

## Publikationen
(Auswahl)
- Seeing Islam as others saw it. A survey and analysis of the Christian, Jewish and Zoroastrian writings on Islam. Princeton 1997.[4]
- Arabia and the Arabs from the Bronze Age to the Coming of Islam. London/New York 2001.
- Muslims and Others in early Islamic society. Aldershot 2004 (als Hrsg.).
- Islamic Reflections and Arabic Musings. Oxford 2004 (Hrsg. zusammen mit Philip Kennedy).
- From Hellenism to Islam: Cultural and Linguistic Change in the Roman Near East. Cambridge/New York 2009 (Hrsg. zusammen mit Hannah M. Cotton, Jonathan J. Price und David J. Wasserstein).
- Theophilus of Edessa’s Chronicle and the Circulation of Historical Knowledge in Late Antiquity and Early Islam (Translated Texts for Historians 57). Liverpool 2011.[5]
- In God’s Path. The Arab Conquests and the Creation of an Islamic Empire. Oxford 2015.[6]